# Приморська група військ
Примо́рська гру́па військ — оперативне об'єднання сухопутних військ радянських військ у складі Червоної армії за часів Другої світової війни.

## Командування
- Командувачі:
  - генерал-лейтенант Чибісов Н. Є. (6 липня — 18 липня 1941);
  - Маршал Радянського Союзу Мерецков К. П. (15 квітня — 4 серпня 1945).